# Zimna (województwo warmińsko-mazurskie)
Zimna (niem. Zymna, 1932–1945 Kaltenfließ) – osada leśna w Polsce położona w województwie warmińsko-mazurskim, w powiecie piskim, w gminie Pisz.
W latach 1975–1998 miejscowość administracyjnie należała do województwa suwalskiego.